# Грабб, Томас
Томас Грабб (англ. Thomas Grubb, 4 августа 1800 — 19 сентября 1878) — ирландский оптик и мастер по изготовлению оптических инструментов. В 1833 основал Grubb Telescope Company (ныне — Grubb Parsons).
Член Лондонского королевского общества (1864).